# Ovomaltine

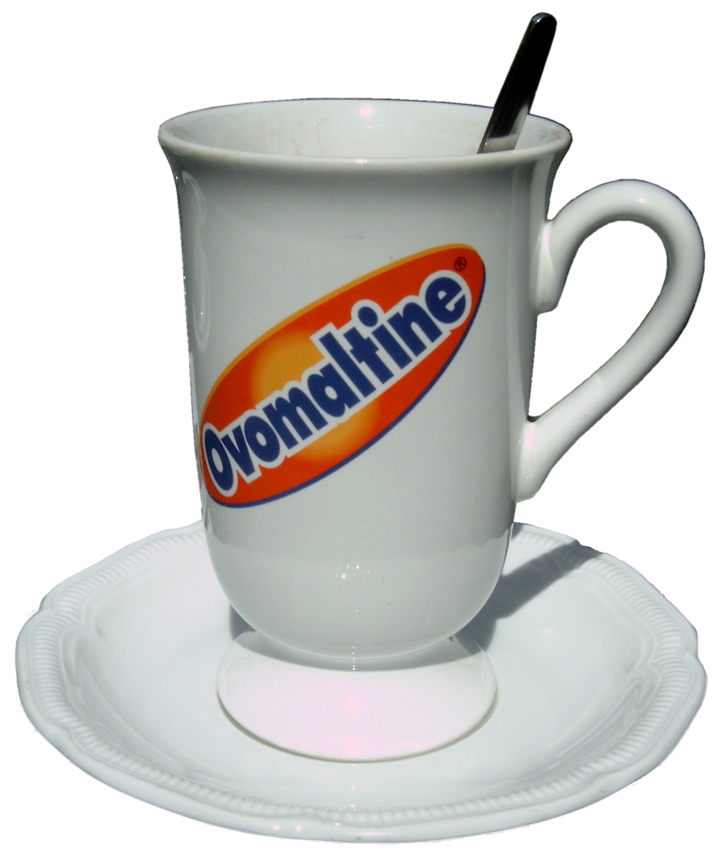
Tasse mit Aufschrift

Ovomaltine ist der Handelsname eines Instant-Pulvers zur Herstellung eines Malzgetränks, das von der Wander AG (heute ein Tochterunternehmen der Associated British Foods) in Neuenegg (Kanton Bern) in der Schweiz hergestellt wird. Dort verkauft es sich sehr gut, wobei sich insbesondere in den 1980er Jahren der Werbespruch «Hesch dini Ovo hüt scho gha?» («Hast du deine Ovo[maltine] heute schon gehabt?») als stehende Redewendung und Schibboleth für die hochalemannische Dialektgruppe etabliert hat.

## Geschichte

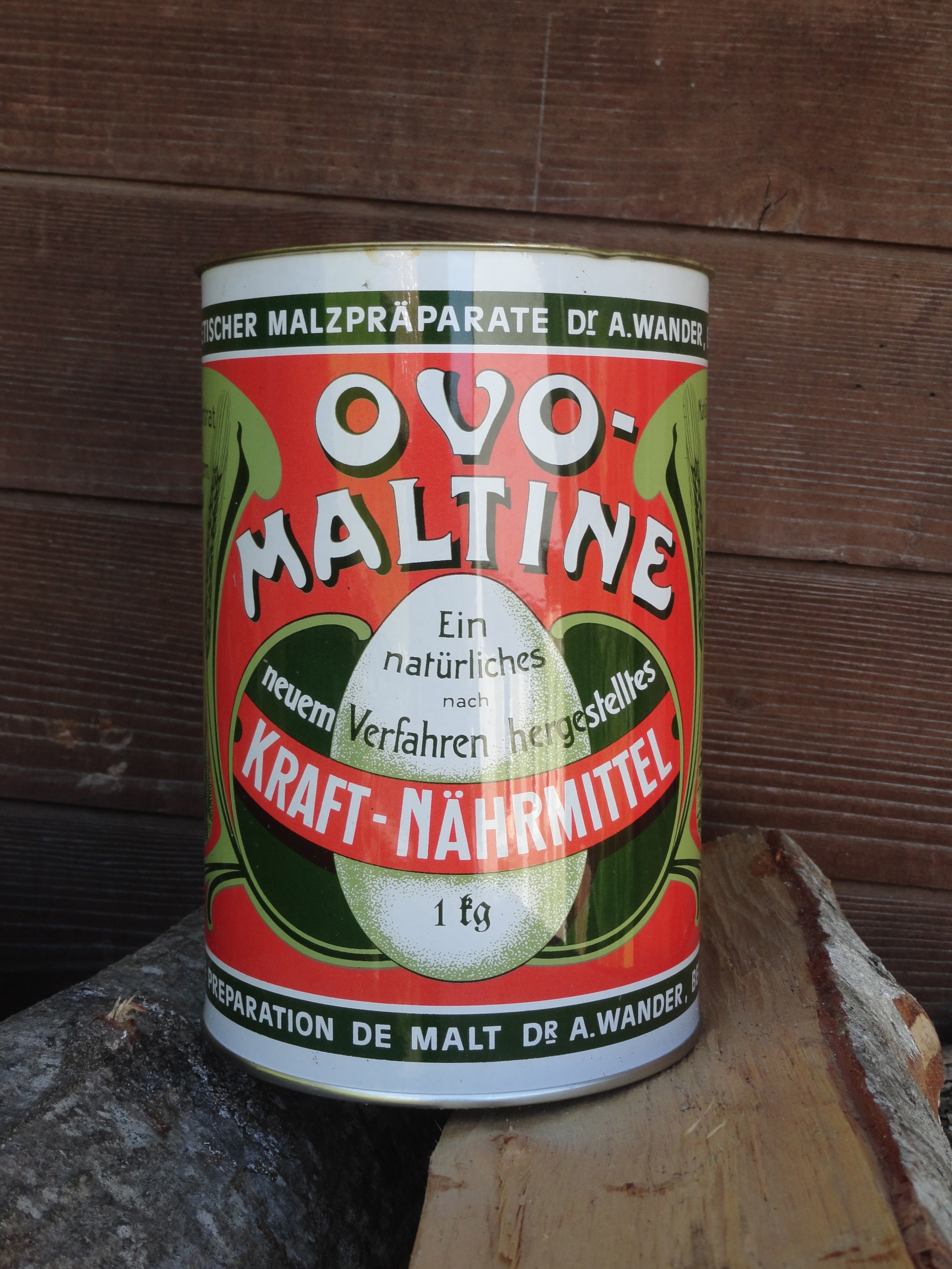
Ovomaltine-Büchse, um 1904

Albert Wander, der Sohn des aus Osthofen in Rheinhessen stammenden Georg Wander, der in Bern das Unternehmen Wander AG gegründet hatte, entwickelte zusammen mit W. Lanwer einen löslichen Malzextrakt, was 1904 zur Entwicklung von Ovomaltine führte. Es wurde damals als nährendes Getränk für «geistig und körperlich Erschöpfte» bezeichnet. Auch die Dr. A. Wander GmbH in Osthofen vertrieb das Diätetikum Ovomaltine (als Roborans in trockener Form aus Malzextrakt, Vollmilch, Eiern und Kakao).

## Zusammensetzung
Im Jahr 2013 waren laut Wander weltweit 20 verschiedene Rezepturen auf dem Markt. Die Schweizer Version enthält (Stand: Januar 2024) die Zutaten:
 Gerstenmalzextrakt (65 %), kondensierte Magermilch, fettarmes Kakaopulver, Mineralstoffe (Dicalciumphosphat, Magnesiumcarbonat, Calciumcarbonat, Eisenpyrophosphat), Rapsöl, 12 Vitamine (D, E, K, C, B1, B2, Niacin, B6, Folsäure, B12, Biotin, Pantothensäure), Speisesalz und das Aroma Vanillin.
Die Version für den EU-Markt enthält Zucker und setzt sich wie folgt zusammen:

Gerstenmalzextrakt (51 %), kondensierte Magermilch, kondensiertes Milchserum, fettarmes Kakaopulver (13 %), Zucker, Fructose, Magnesiumcarbonat, Dicalciumphosphat, Rapsöl, 10 Vitamine (E, C, B1, B2, Niacin, B6, Folsäure, B12, Biotin, Pantothensäure), Speisesalz und das Aroma Vanillin.
Der hohe Malzanteil gibt dem Diätetikum Ovomaltine seinen typischen Geschmack. Wie das Pulver von Instant-Kakaogetränken ist Ovomaltine nach Einrühren in kalte oder warme Milch trinkfertig.
Das Getränkepulver ist in etwa 100 Ländern erhältlich, allerdings mit veränderter Rezeptur. Die international erhältliche Ovomaltine enthält neben Gerstenmalz auch Kristallzucker, was unter anderem einen süsseren Geschmack zur Folge hat. In Grossbritannien, den USA, Afrika, Südamerika und Asien ist Ovomaltine ebenfalls mit veränderter Rezeptur als Ovaltine erhältlich.

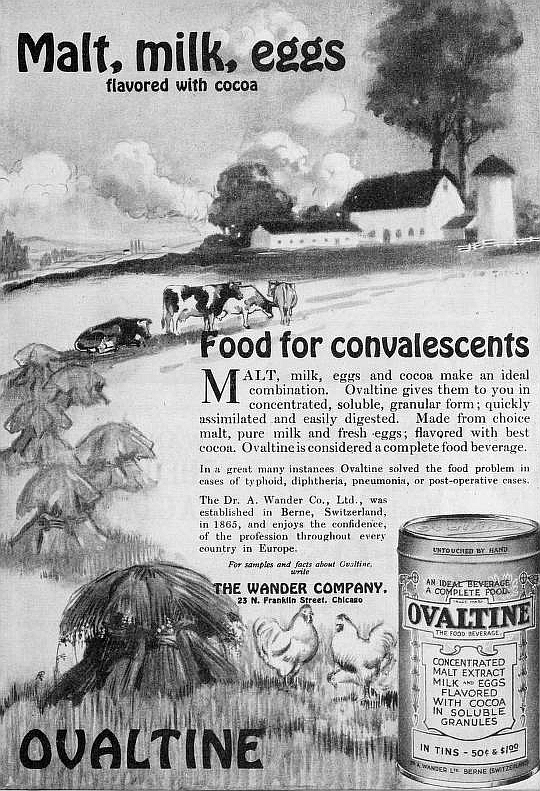
Ovaltine-Werbung in einem medizinischen Blatt, 1909

Die Schweizer Variante enthält 1581 kJ/373 kcal je 100 Gramm Pulver, pro Portion à 15 Gramm 237 kJ/56 kcal. Die EU-Version enthält 1595 kJ/376 kcal je 100 Gramm Pulver, pro Portion à 15 Gramm 239 kJ/56 kcal.
Das Getränk wurde ursprünglich für geschwächte Personen entwickelt, obwohl die Werbung bald geändert und auf Gesunde zugeschnitten wurde («Getränk für die ganze Familie»).
Der Hersteller bietet unter anderem weitere ovomaltinehaltige Produkte an: Snacks («ovo Sport», «choc ovo» etc.), Müsli Ovomaltine crunchy müesli, Schokolade (Produziert von Chocolats Halba), Kekse Ovomaltine crunchy biscuit und Ovomaltine petit beurre, einen Brotaufstrich Ovomaltine crunchy cream sowie trinkfertige Ovomaltine ovo drink und das Eis Ovomaltine crunchy ice.

## Kritik
Ernährungsexperten bewerteten die internationale Rezeptur des Pulvers wegen des hohen Zuckergehaltes (> 50 %) kritisch. In einer Stellungnahme der deutschen Verbraucherzentralen heißt es:

«Ovomaltine enthält vor allem Kohlenhydrate […]. Daraus erklärt sich auch der hohe Energiegehalt. Ovomaltine ist daher kein „vitales“ Getränk und auch nicht als Durstlöscher geeignet.»

Laut Website des Herstellers enthält eine Portion Ovomaltine zubereitet (15 g Pulver in 2 dl, entsprechend 200 ml, Milch) ca. 20 g Kohlenhydrate (die anteiligen Kohlenhydrate der Milch bestehen zum überwiegenden Teil aus Lactosezucker). Laut der Österreichischen Konsumenteninformationsstelle nimmt man mit 20 g Pulver auch 20 g Zucker(arten) zu sich; die Konsumentenschützer verneinen, dass Ovomaltine ein „gesundes Produkt“ sei.
2017 wurde kritisiert, dass Ovo-Ostereier in Frankreich hergestellt wurden und somit unnötige Transporte in die Schweiz erzeugt werden.

## Ovomaltine im Film
Im Kinderfilm Fröhliche Weihnachten (A Christmas Story) von 1983 fiebert Ralphie u. a. einer Dekodierscheibe nach, um die Geheimbotschaften der kleinen Ellie, die allabendlich im Radio als Zifferncode übermittelt werden, entschlüsseln zu können. Seine erste Botschaft, die er unter Einhaltung strenger Verschwiegenheitsauflagen erhält, lautet sinngemäß in der deutschen Übersetzung: „Und denk immer daran, trink täglich dein Ovomaltine!“